# Голубовка (Никопольский район)
Голубовка (укр. Голубівка) — село,
Криничеватский сельский совет,
Никопольский район,
Днепропетровская область,
Украина.
Код КОАТУУ — 1222982803. Население по переписи 2001 года составляло 37 человек.

## Географическое положение
Село Голубовка находится на расстоянии в 0,5 км от села Зелёное и в 1,5 км от села Долговка.
По селу протекает пересыхающий ручей с запрудой.
Рядом проходят автомобильные дороги Т-0435 и Т-0432.